# Chioma Ubogagu
Chioma Grace Ubogagu (* 10. September 1992 in London) ist eine englisch-US-amerikanische Fußballspielerin, die seit 2024 bei Dallas Trinity FC in der USL Super League unter Vertrag steht.

## Karriere

### Vereine
Während ihres Studiums an der Stanford University lief Ubogagu von 2011 bis 2014 für das dortige Hochschulteam der Stanford Cardinal auf. Parallel dazu spielte sie im Jahr 2013 sporadisch beim W-League-Teilnehmer Pali Blues, mit dem sie am Saisonende die Meisterschaft gewann. Beim College-Draft zur Saison 2015 der NWSL wurde sie in der vierten Runde an Position 28 von der Franchise des Sky Blue FC verpflichtet, wechselte jedoch noch vor Saisonbeginn zum englischen Erstligisten Arsenal LFC. Vor der Saison 2016 kehrte sie in die Vereinigten Staaten zurück und schloss sich den Houston Dash an, ehe sie zur Saison 2017 zum Ligakonkurrenten Orlando Pride wechselte.
2020/21 spielte Ubogagu bei Real Madrid. 2021 wechselte sie zu Tottenham Hotspur. Nach einem positiven Dopingtest wurde sie 2022 für neun Monate gesperrt. Im Sommer 2023 verließ sie Tottenham und war ein Jahr lang vereinslos, ehe Chioma Ubogagu ein Jahr später für den USL Super League Franchise  Dallas Trinity FC unterschrieb.

### Nationalmannschaft
Mit der U-20-Nationalmannschaft der Vereinigten Staaten nahm Ubogagu an der CONCACAF U-20-Meisterschaft 2012 sowie der U-20-Weltmeisterschaft 2012 teil und konnte beide Turniere gewinnen. 2014 und 2015 stand sie im Aufgebot der USA beim Sechs-Nationen-Turnier in La Manga und absolvierte jeweils alle drei Partien. Am 31. Oktober 2017 wurde sie erstmals für die US-Frauennationalmannschaft für zwei Spiele gegen Kanada nominiert, wurde aber nicht eingesetzt. Danach wurde sie nicht wieder berücksichtigt.
Am 30. Oktober 2018 wurde sie erstmals für die englische Fußballnationalmannschaft der Frauen nominiert. Beim 3:0-Sieg gegen Österreich am 8. November 2018 stand sie in der Startelf und erzielte in der 26. Minute mit ihrem ersten A-Länderspieltor den Führungstreffer, wurde aber in der 59. Minute ausgewechselt.

## Erfolge
- 2012: CONCACAF U-20-Meister
- 2012: U-20-Weltmeister
- 2013: W-League-Meister (Pali Blues)